# Cuscatancingo
Cuscatancingo es un distrito municipal del departamento de San Salvador, y su vez comprende las Zonas 10 y 11 del Municipio de San Salvador Centro. 
| Censo | Población | Cambio | Porcentaje |
| ----- | --------- | ------ | ---------- |
| 2007  | 66 400    | N/D    | N/D        |
| 2024  | 68 137    | 1 737  | 2.6%       |

## Toponimia
El topónimo Cuscatancingo, significa: lugar del pequeño Cuscatlán.

## Geografía física

### Localización
Está limitado al norte por Mejicanos y Ciudad Delgado, al este por Ciudad Delgado, al sur por San Salvador y al oeste por Mejicanos. Se encuentra ubicado a 4 km de la ciudad de San Salvador. El municipio tiene 5.40 km²

### Hidrografía y orografía
Su río más importante es San Antonio; carece de rasgos orográficos sobresalientes.

## Historia
Uno de los registros más antiguos de Cuscatancingo, escrito por Domingo Juarros (Clérigo e historiador de la época) en donde el escritor menciona que en 1670 ya existía la ciudad bajo el nombre de San Antonio Abad Cuzcatanzingo.
Durante la visita del Arzobispo de la diócesis de Guatemala, Pedro Cortés y Larraz, hecha desde 1768 hasta 1770, cuya descripción fue publicada en 1771, el pueblo de Cuscatancingo era un anexo de la parroquia de San Salvador y tenía una población de 600 personas indígenas dentro de 134 familias.
En el 24 de junio de 1855, el gobernador Ciriaco Choto en el informe de obras públicas del departamento de San Salvador notó que en el camino que conducía del pueblo a Aculhuaca se habían empedrado una área de 43 por 6 varas.
El alcalde electo para el año de 1872 era don Santiago Méndez.
El alcalde electo para el año de 1873 era don Seferino Pérez. Fue afectado por el terremoto del 19 de marzo de 1873 de 7.3 grados de richter que destruyó a San Salvador.
En el 20 de abril de 1893, durante la administración del presidente Carlos Ezeta, la Secretaría de Instrucción Pública y Beneficencia, a propuesta del director general de Educación Pública, acordó el establecimiento de una escuela mixta en el valle de San Luis, cuya dotación era 15 pesos mensuales.
En la sesión de la Asamblea Nacional del 28 de febrero de 1901, se dio segunda lectura al dictamen al recaído en el proyecto de ley sobre anexión de los pueblos de San Jacinto, Mejicanos, Cuscatancingo, San Sebastián, Paleca y Aculhuaca, como barrios a San Salvador, y fueron dispensados los trámites a moción del representante Cárdenas Rodríguez, se puso a discusión y fue aprobado, habiendo consignado su voto en sentido negativo el representante José León González. En la sesión del 1 de marzo se leyó el decreto de anexión y fue aprobada la redacción de él y ejecutada por el presidente Tomás Regalado, dejando extinguidos los pueblos y anexados como barrios a San Salvador. El decreto también hizo que la municipalidad de San Salvador recibiera por inventario los archivos, mobiliarios, cuentas y existencias en especies y dinero de los pueblos y que todas las propiedades de las municipalidades extinguidas pasen a ser de la propiedad de la de San Salvador. Los Juzgados de Paz de estos pueblos quedaron suprimidos por el Decreto Legislativo del 23 de marzo de 1901, aprobado por el Ejecutivo en el 29 de marzo y publicado en el 1 de abril.
Durante la presidencia de Pedro José Escalón, un decreto legislativo del 31 de marzo de 1903 derogó el decreto legislativo del 28 de febrero de 1901, erigiendo nuevamente en pueblos los barrios anexados, devolviendo a cada municipio su inventario, archivos y mobiliario correspondientes y restableciendo a las poblaciones en el dominio de las propiedades que tenían.
A finales de 1931, Otto Roeder instaló un reloj de torre en Cuscatancingo con el precio de 150 colones, pagado por la Tesorería General de la República.
Este distrito obtuvo título de ciudad el 18 de noviembre de 1996.

## Demografía
Tiene una población de 66 400 habitantes según el VI Censo de Población y V de Vivienda de El Salvador del 2007, ocupando el puesto número 19 en población.

## Política

### Gobierno municipal
| Período     | Alcalde                   | Partido            |
| ----------- | ------------------------- | ------------------ |
| 1970 - 1971 | Benjamín Beltrán Martínez | Acción Democrática |
| 1983 - 1986 | Benjamín Beltrán Martínez | Acción Democrática |
| 1986 - 1989 | Gerardo Flamenco          | PDC                |
| 1994 - 2006 | Mauricio Aguilar          | ARENA              |
| 2006 - 2018 | Jaime Recinos             | FMLN               |
| 2018 - 2021 | Heicy Marisela Flores     | ARENA              |
| 2021-2024   | Fernando Alberto Rivera   | Nuevas Ideas       |
| 2024-2027   | Mario Durán               | Nuevas Ideas       |

## Economía
Los productos agrícolas de mayor cultivo son: cereales, café, caña de azúcar, yuca y hortalizas. Hay crianzas de ganado vacuno, mular y porcino; lo mismo que de aves de corral. La mayoría de la agricultura está situada en la zona de San Luis Mariona. 

## Organización territorial
Para su administración se divide en 2 zonas, los cuales son: Las Flores (Zona 11) (Centro de Cuscatancingo) y San Luis Mariona (Zona 10). 

## En las artes y la cultura popular
El salto a la fama de este pequeño municipio ocurre cuando se filma la película de Luis Mandoki, Voces Inocentes.